# 日本圍棋史
圍棋起源於中國，廣為古代文人喜好，屬琴棋書畫四藝之一。唐朝時圍棋獲得了很大發展，並隨著日本遣唐使傳入日本。

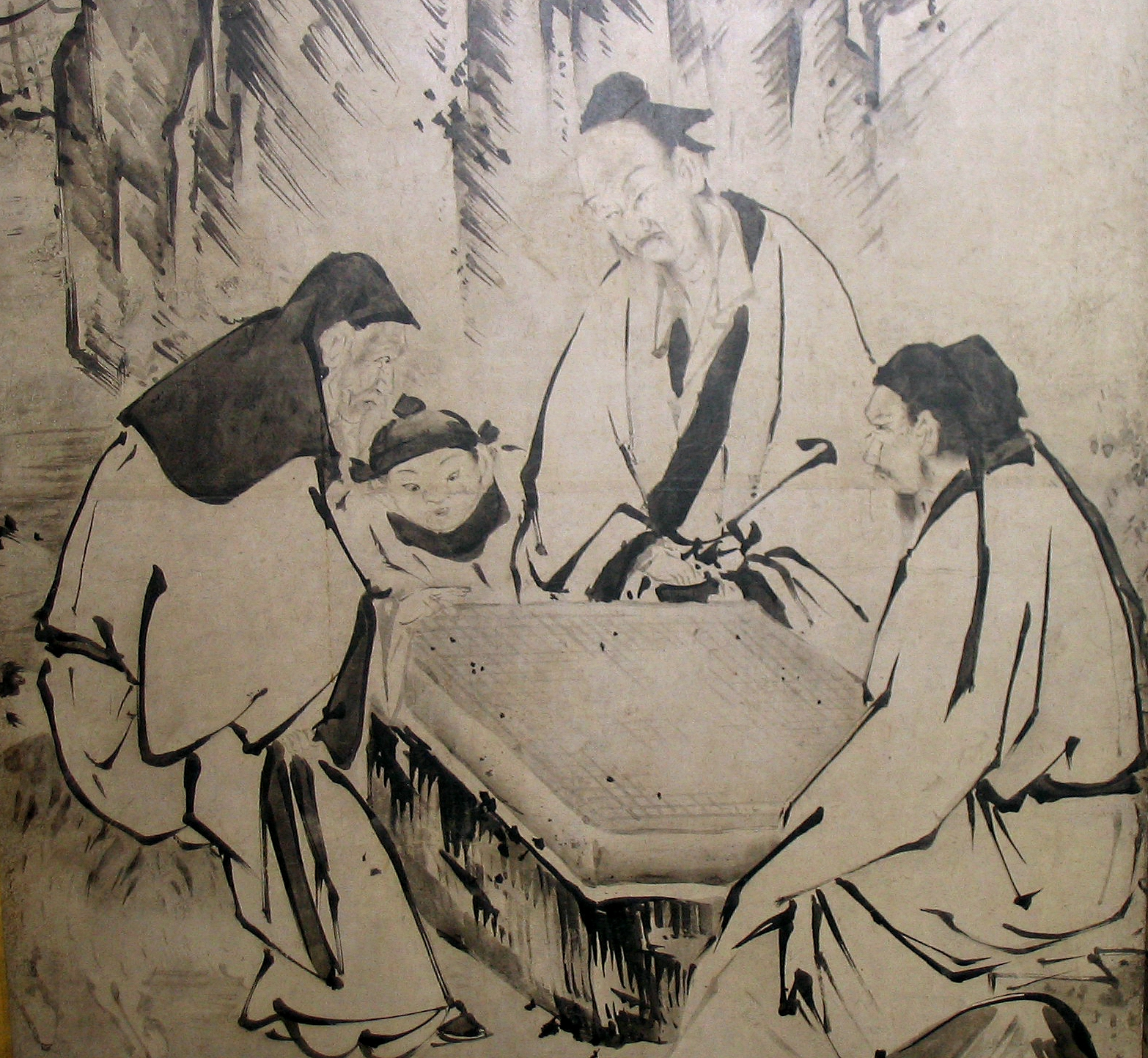
《狩野永德》圍棋的繪畫

## 日文名稱
围棋的日文汉字是“囲碁”，日语里“碁”字的音读是“Go”。

## 傳入日本[1]

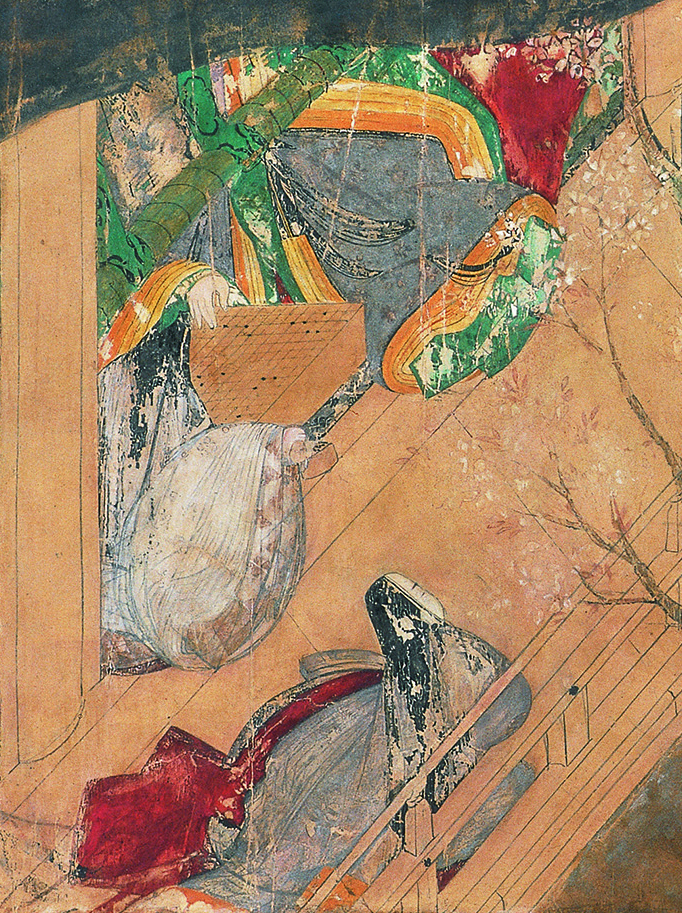
《源氏物語》繪巻 竹河 部分

吉備真備（日语：きびのまきび）被認定為參加日本遣唐使而將圍棋傳入日本的人。但是在701年被定立大寶律令中已有關於圍棋的記載。中國隋朝時隋煬帝曾派裴世清往倭國（日本）宣諭，裴世清有提及「倭人崇敬佛法，……愛好圍棋，賭博。」的話，所以可能在更早以前圍棋已經傳入日本。
奈良時代，已經廣為喜愛，正倉院亦放著視為寶物的棋盤「木画紫檀棊局」。
平安時代，被貴族的所喜愛，「枕草子」「源氏物語」這個時代的代表性的文學作品，也經常有關於圍棋的描寫。現在被叫做日本最古老的棋譜，為日蓮和他的弟子吉祥丸(日朗)在1252年下的棋譜，但是恐怕是後代的偽作。

## 圍棋盛行
在鎌倉時代、室町時代圍棋特別受公家、僧侶等知識階級所愛好，甚至也開始擴散至武士以及老百姓。同時生產出不同的樣式棋盤和棋石。同伴之間也開始互相比試，就算出身不明的，只要有能力也會被稱為「碁打ち」「上手」。
到戰國時代，被視作為戰爭的模擬演示而大受歡迎，開始盛行。除了武田信玄外，許多的戰國武將也愛好了圍棋。

### 初代本因坊算砂
安土桃山時代和江戶時代是以大名，大商人作為核心活躍的時代。1578年，織田信長在上京的時候，聽聞年輕的日蓮宗僧侶日海為圍棋的名家高手因而接見，與其下棋後因其棋藝高超，便稱日海為「名人」，而名人這詞便成為天下第一的意思。因為當時沒有任何文獻記載，此事被後世質疑為杜撰。因為日海死後入所住持的寂光寺七塔頭之一「本因坊」，所以後來被稱為本因坊算砂。
這個時代以前，對局在開始之前會以雙方棋力差距作出讓子（即下手先將若干棋石放在棋盤上），發展成完全沒有讓子開始，所以圍棋佈局（定石）的概念也是從算砂的時代起開始。
算砂是織田信長、豐臣秀吉、德川家康的圍棋老師，而算砂均讓他們三人置五子。如果以現代來看，算砂為職業棋士之最高級別，信長他們也可能有相當於業餘水平四、五段的棋力。
除了被信長認可而得到名人的稱號，在秀吉時期更被重用而得到更大的扶持，秀吉討伐了在本能寺之變殺害信長的明智光秀，在1585年任關白，等治安恢復後，召回算砂。在1585年及1588年，秀吉舉行的全國大會御前比賽，算砂都獲得優勝。
到家康開創的江戶幕府時代，成為將軍的家康更設立名人碁所（めいじんごどころ），並指派算砂管轄圍棋界。(算砂也管轄將棋所)
從戰國到江戶，是日本的圍棋的水準飛躍的時代，并且留下讓來日本之朝鮮人李礿三子而勝利的記錄。以現代來看的話，讓三子相當於職業最高段位和業餘最高段位的差別。

### 御城碁[5]
1612年，幕府給本因坊算砂支付俸禄、職業棋士正式誕生。
1626年御城碁（おしろご）正式以每年一度在江戶城幕府將軍面前舉行。
在此之後，圍棋被視作為日本的國技發展。御城碁每年一度在江戶城舉行，在德川吉宗的時代(1716年起)決定每年以家康的忌辰11月17日為對局日。
碁所的工作為監督的組織，發出將軍的指示，證書的發行，把全國棋手統一起來。不久，圍棋界變成為除了本因坊家外，還有井上家，安井家，林家「家元四家」(いえもとよんけ)之爭。
德川家康對棋士的保護，為御城碁打下基礎，使近代圍棋的發展與振興有著極大的貢獻。2004年5月28日家康與算砂入選日本的圍棋殿堂。

### 家元四家[6]
家元四家制度的確立，使圍棋界的組織安定下來，但各家為爭奪名人碁所之位，同時也帶來了碁所的權力鬥爭。
江戶時代，算砂的本因坊家和井上家、安井家、林家四家之家督，培養優秀的棋士，和互相切磋琢磨棋藝。四家均受到幕府的支持，與當時其他的宗家不同，不是以血緣關係而是以實力決定家督的繼承。而技術得以發揮的地方是每年一度在江戶城裏將軍面前進行的御城碁。四家分別選出幾個代表在這場比賽中對局，輸掉不單會壞掉本家的名聲，也會影響其招募弟子，吸納有能之士。
另外，作為圍棋界統治者的名人碁所，除了要有壓倒其他宗家棋力外，本身的品格都需要被其他宗家的家督所承認。除了像本因坊道策因實力非凡，在無什麼反對聲音下而成為名人外，加上擁有針對其他棋士發行段位的權限等種種的特權和極大的名譽，在大多數情况下名人之位都成為了大家相爭的目標。
三代将軍家光的時候，碁所內的爭鬥未能好好協調，因此幕府命令以圍棋比試作出裁決，由二世本因坊算悦（さんえつ）與二世安井算知（さんち）二人作二十回爭碁(そうご)決勝。由1645年第一局御城碁，用了9年時間作6回比賽，各以3回執黑取勝，未能分出勝負。最後因算悦48歲時去世，算知任命為名人掌管碁所。
算悦的跡目(繼承人)本因坊道悦（どうえつ）不滿這個決定，再次提出爭碁，並有著假如輸掉了會接受流放的決心，在1676年，道悦以12勝4負4平手獲得勝利。剛開始時道悅贏得十分辛苦，但後來開始連勝並把算知降級，被認為是得到其弟子道策的指導。算知歸還碁所之位後退役，但道悦為免因不滿幕府對碁所的命令提出異議會被追究而負上責任，傳位給自己的跡目本因坊道策（どうさく），並退役。
四世本因坊道策將當時有實力的棋士都降級，譽有實力十三段之名，理所當然地成為名人。因始祖算砂，棋聖道策這個兩個不世之棋士，本因坊家在四家中成為實力最強的一家。

## 圍棋的黄金期
十九世紀為圍棋界帶來黄金期。
江戶時代的後半期，大商家及大地主經常邀請並優待當地棋士。為此，圍棋高手喜歡全國四處旅行。
文化文政時代，有十一世本因坊元丈（げんじょう）、八世安井仙知（せんち）、十二世本因坊丈和（じょうわ）、十一世井上因碩（いんせき）、十一世林元美（げんび）等，到天保、弘化、嘉永時代，有本因坊秀和（しゅうわ）、本因坊秀策（しゅうさく），其他還有稱為天保四傑的伊藤松和（しょうわ）、安井算知（さんち）、太田雄蔵（ゆうぞう）、坂口仙得（せんとく）等，正式進入黄金時代。

### 本因坊秀策[11]
1837年，10歲的秀策拜丈和為師。老師丈和因秀策出類拔粹的才能與一百五十年前的棋聖道策相比，稱他為「一百五十年來的天才」。
1846年、井上幻庵因碩與秀策下了一盤名為「耳赤之局」。此局開盤秀策就中了幻庵的大斜套手而落後，但秀策下了巧妙地扭轉局勢的一手。因為這盤是在普通茶院進行，在場皆不是職業棋士，無人看出這手棋之妙用，還是認為執白棋有優勢；但有位不會下棋的醫生悄聲說「黑棋贏定了」，大家都不信問由。醫生說道：「剛剛黑棋那手下完後，幻庵耳朵整個紅掉了，顯見被黑棋下到了要點，而懊惱不已，如此幻庵的信心消失了，則黑必勝。」果然最後黑三目勝。

### 秀策流[11]
1848年，秀策成為秀和的跡目，直到1861年13年間的御城碁，做了19局全勝的大記錄。
秀策想出的布局方法被後世稱為「秀策流（しゅうさくりゅう）」，明治時代後半期至大正時代被認為是先手的必勝法，直至現在仍繼續被大大地流傳和研究。
1862年，因霍亂在當時十分流行、秀策只有34歲便令人遺憾地離逝。

## 明治維新-昭和初期

### 明治維新
在1867年，大政奉還，明治天皇即位。
一直被江戶幕府支持的圍棋界，因明治維新頓失依靠，各家督的宅邸需要歸還，俸祿也在1869年被取消。
當文明開化西方文化被多方採納的時候，那邊箱圍棋界變得越來越潦倒，本因坊秀和設立了名為「三日會」的研究组织，把希望託付在下一代身上。
1875年，兩位志同道合的棋士中川龜三郎和小林鐵次郎以極大的勇氣，恢復了十四世本因坊秀和生前主持的棋藝研究組織「三日會」。「三日會」雖勢單力薄，但在兩人不懈努力之下，總算使整個棋界有了一點生氣。由於深知個人力量有限，不足以扭轉頹勢，於是便請出了當時賦閒在京都的村濑秀甫主持大局。村瀨秀甫本身是坊門弟子，拜於本因坊秀和門下，與「棋聖」秀策並稱坊門雙雄。
1879年四月，方圓社正式成立，眾人推村瀨秀甫擔任社長，中川龜三郎和小林鐵次郎分別擔任副社長和總幹事。方圓社將每月手合收錄並發行雜誌「圍棋消息」（囲碁新報），為圍棋的普及採用級別制代替舊的段位制，並提出更多新的嘗試。另外，秀甫更接觸並教授西方人圍棋，德國人東京帝國大学教授Oskar Korschelt（オスカー・コルセルト）是其弟子。
1892年，本因坊秀榮針對方圓社成立了「圍棋獎勵會（いごしょうれいかい）」，即後來的四象會。
到明治中期，政商界的重要人物也終于開始注意圍棋，變得積極援助。
方圓社得到井上馨、後藤象二郎、岩崎彌太郎、澀澤榮一的支持。在秀榮方面大久保利通、犬養毅、頭山滿也給與有形無形的幫助。
圍棋欄也在不同的報紙上設立了。此後的圍棋界以報紙圍棋為中心展開。

### 日本棋院創立
秀甫與秀榮死後，圍棋界的組織分裂、合併、再分裂時有發生。大正年間，出現了中央棋院、六華會、裨聖會等組織。
1923年，日本發生導致90000人死亡的關東大地震，中央棋院、裨聖會與方圓社均受到了重大破壞，棋士們也大多改行。
1924年4月大倉喜七郎（おおくらきしちろう）先生為聯合圍棋界邀請日本東西方的棋士到帝國大飯店舉行協商會，並獨自拿出十萬元，於1924年7月17日創立了「日本棋院（にほんきいん）」，統一了圍棋界。總裁牧野伸顯（まきのしんけん）、副總裁大倉喜七郎就任。
1924年5月20日，方圓社也宣告解散，社員在松泉閣召開訣別宴。
1926年，因大倉的經濟支援於東京麴町永田町建設會館，大多數的棋士加入，那規模和事業是前所未有大規模。

### 吳清源與木谷實
昭和年間，1927年大手合（おおてあい）開始被用作為決定昇段的比賽。
1928年來自中國的天才吳清源到了日本、參加手合。
吳清源1914年福建省出生，非常仰慕比他大五年的木谷實（きたにみのる），到1932年左右變成互相視對方為競爭對手。
1933年的大手合，木谷實、吳清源每局都嘗試「新布石」。
1934年共同出版「新布石法（しんふせきほう）」，不僅職業棋士就連業餘棋士之間也非常流行。戰後的布石皆以新舊布石的優點綜合而來。

### 本因坊秀哉引退
1936年，本因坊秀哉（ほんいんぼうしゅうさい）轉讓本因坊名號（可能原因為秀哉愛徒、創下時事新報圍碁新手合三十二連勝大紀錄、被視為定是二十二世本因坊的小岸壯二（號秀立）在1924年去世的緣故)，本因坊戰開始籌組。
1937年，秀哉名人表明退役。1938年與木谷實下了退役戰，1940年病死。無法看到隔年由實力產生的第一屆本因坊頭銜得主。
在退役戰途中，秀哉變得非常衰弱，並且因需要入院使棋局臨時中斷，從6月到12月花半年打，結果是木谷以5目勝出。此時，初次採用「封手（ふうじて）」，川端康成（かわばたやすなり）負責了觀戰及記錄比賽。之後川端以這次退役戰為基礎發表了小說「名人」。

### 原爆之局

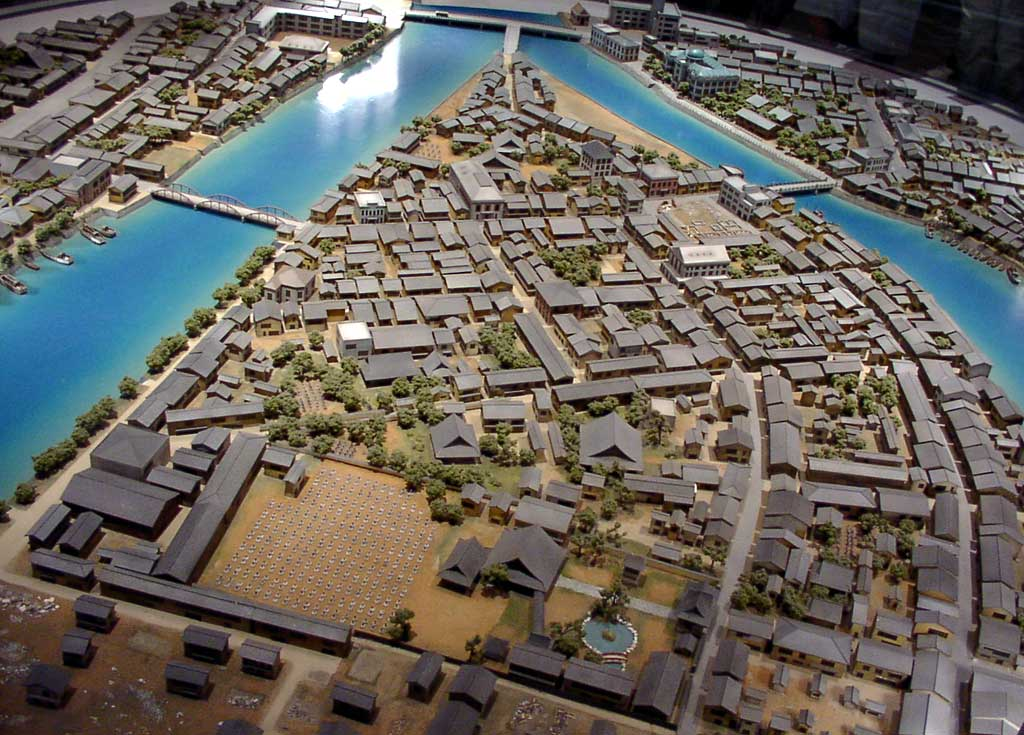
爆炸前广岛市中島町的模型

1939年世襲制的本因坊頭銜被取消，改為錦標賽制，是當時日本圍棋界最具權威及唯一的頭銜戰。之後，本因坊戰挑戰手合，每2年進行1次。
1944年，圍棋雜誌停刊，因受到空襲影響，圍棋不能任何時候都能下。
1945年5月25日，東京大轟炸，日本棋院會館於戰爭災難中被燒毁，失掉棋具以及記錄。
1945年第3期本因坊戰舉行時，日本已在太平洋戰爭中全線潰退。當時各大新聞都在壓縮圍棋版面，甚至連岩本薰七段奪取挑戰權挑戰橋本宇太郎本因坊一事都鮮為棋迷所知。
第一局在7月23-25日的3天在廣島市內進行，因當時有戰鬥機的機槍掃射在對局場地的屋頂只能勉強完成。
為免危險，第二局在8月4-6日3天改於市郊五日市町進行。對局的第3日，8月6日上午8時15分，棋局下至第106手。此時美軍的B-29轟炸機——艾諾拉·蓋號在廣島市投下的原子彈爆炸。雖然棋局一度中斷，但在場所有人都以為只是普通空襲，在收拾後繼續比賽。結果執白的橋本本因坊以5目優勢勝出。因此該局稱為原爆之局。

## 戰後[16]
1946年  『棋道』復刊第1号發行（9月號）
1948年  日本棋院新會館、東京芝高輪開館
1949年  「日本棋院圍棋規約」制定
1950年  日本棋院関西總本部成立
1953年  津島壽一任日本棋院總裁、大倉喜七郎被推戴為名譽總裁
1971年  日本棋院新會館於市谷落成
1989年  日本棋院南美部圍棋會館開館，「日本圍棋規約」新制定
1995年  日本棋院美國西部圍棋中心開館，日本棋院紐約圍棋中心開館 
2003年  大手合廢止、新昇段制度制定
2014年  日本棋院成立90週年

## 外部連結
- 囲碁の歴史 （页面存档备份，存于）